# 秧琅河
秧琅河，位于中华人民共和国云南省西部的一条河流，是罗闸河右岸支流。河名源自傣语，意为“陡坎河”。发源于临沧市永德县乌木龙彝族乡扎摸村西南大雪山，蜿蜒向东北流，经乌木乡扎摸村、石灰地村和炭山村等地后注入凤庆县的郭大寨水库，出库后继续向东北流，最后于凤庆县三岔河镇大龙潭村浪泥塘西北汇入罗闸河两岔河水库库区。河长46.3千米，流域面积388.1平方千米，落差1850米，河道平均比降15.2‰。